# Bring Me the Horizon
Bring Me the Horizon (često skraćeno kao BMTH) je engleski rock sastav, osnovan u Sheffieldu 2004. godine. Sastav čine vokalist Oliver Sykes, gitarist Lee Malia, basist Matt Kean, bubnjar Matt Nicholls i klavijaturist Jordan Fish. Potpisani su za diskografsku kuću RCA Records za internacionalna izdanja, i za Columbia Records za izdanja u SAD-u.
Sastav je 2006. godine objavio debitantski studijski album Count Your Blessings. Nakon objave, album je šokirao slušatelje te naišao na veoma loše kritike. Ipak, sastav se makao od svog kontroverznog zvuka na idućem albumu Suicide Season (2008.), koji se smatra kreativnim, kritičkim i komercijalnim uspjehom sastava. Bring Me the Horizon objavili su treći album, There Is a Hell Believe Me I've Seen It. There Is a Heaven Let's Keep It a Secret. 2010. godine, koji ih je upoznao široj publici, pošto su u svoj zvuk dodali elemente klasične, elektroničke i pop glazbe. Prvi album pod većom diskografskom kućom bio je Sempiternal (2013.) koji je dobio zlatni certifikat u Australiji (35,000) i srebrni certifikat u UK-u (60,000). Peti studijski album That's the Spirit (2015.) dostigao je drugo mjesto na ljestvici britanskoj glazbenoj ljestvici i na američkoj Billboard 200. Njihov šesti studijski album Amo (2019.) postao im je prvi album koji je dostigao prvi mjesto na britanskim glazbenim ljestvicama. Osim šest studijskih albuma, objavili su dva EP-a i dva albuma uživo. Osvojili su čak četiri Kerrang! nagrade, što uključuje one za najbolji engleski sastav i najbolji sastav uživo, te su bili nominirani za dvije Grammy nagrade.
Stil njihova ranog rada, što uključuje debitantski album Count Your Blessings, primarno je opisan kao deathcore, no kasnije su se proširili i na metalcore. Nadalje, That's the Spirit označio je gotovo potpuno odbacivanje tih žanrova te adaptiranje nešto manje agresivnom rock zvuku. Amo je to adaptiranje proširio na žanrove kao što su elektronika, pop i hip hop.

## Članovi sastava
Trenutačni članovi
- Oliver Sykes – glavni vokali (2004.–danas); klavijature, programiranje (2004. – 2012.)
- Matt Kean – bas-gitara (2004.–danas)
- Lee Malia – glavna gitara (2004.–danas); ritam gitara (2013.–danas)
- Matt Nicholls – bubnjevi (2004.–danas)
- Jordan Fish – klavijature, udaraljke, programiranje, prateći vokali (2012.–danas)

Trenutačni članovi uživo
- John Jones – ritam gitara, prateći vokali (2014.–danas)

Bivši članovi
- Curtis Ward – ritam gitara (2004. – 2009.)
- Jona Weinhofen – ritam gitara, klavijature, programiranje, prateći vokali (2009. – 2013.)

Bivši članovi uživo
- Dean Rowbotham – ritam gitara (2009.)
- Robin Urbino – ritam gitara (2013.)
- Tim Hillier-Brook – ritam gitara (2013.)
- Brendan MacDonald – ritam gitara, prateći vokali (2013. – 2014.)

Vremenska crta

## Diskografija
- Count Your Blessings (2006.)
- Suicide Season (2008.)
- There Is a Hell Believe Me I've Seen It. There Is a Heaven Let's Keep It a Secret. (2010.)
- Sempiternal (2013.)
- That's the Spirit (2015.)
- Amo (2019.)
- Post Human: Nex Gen (2024.)

## Vanjske poveznice
- Službena web stranica